# Arena (бренд)
Arena — бренд спортивной одежды для плавания, основанный в Толентино, созданный в 1973 году президентом Adidas France, Хорстом Дасслером, сыном основателя компании Adidas Адольфа Дасслера. Бренд в настоящее время представляет различные линейки продуктов. Слоган компании — «Planet water» («Планета воды»).

## История
После своего основания бренд продавался несколько раз, а после 1999 года стал собственностью итальянских и американских инвестиционных фондов (Riverside 2010) и Swiss (Capvis 2014). В настоящее время Arena является брендом, который имеет самое высокое признание в Италии и Европе, его продукция экспортируется по всему миру, за исключением Ближнего Востока, где бренд управляется Descente Group.

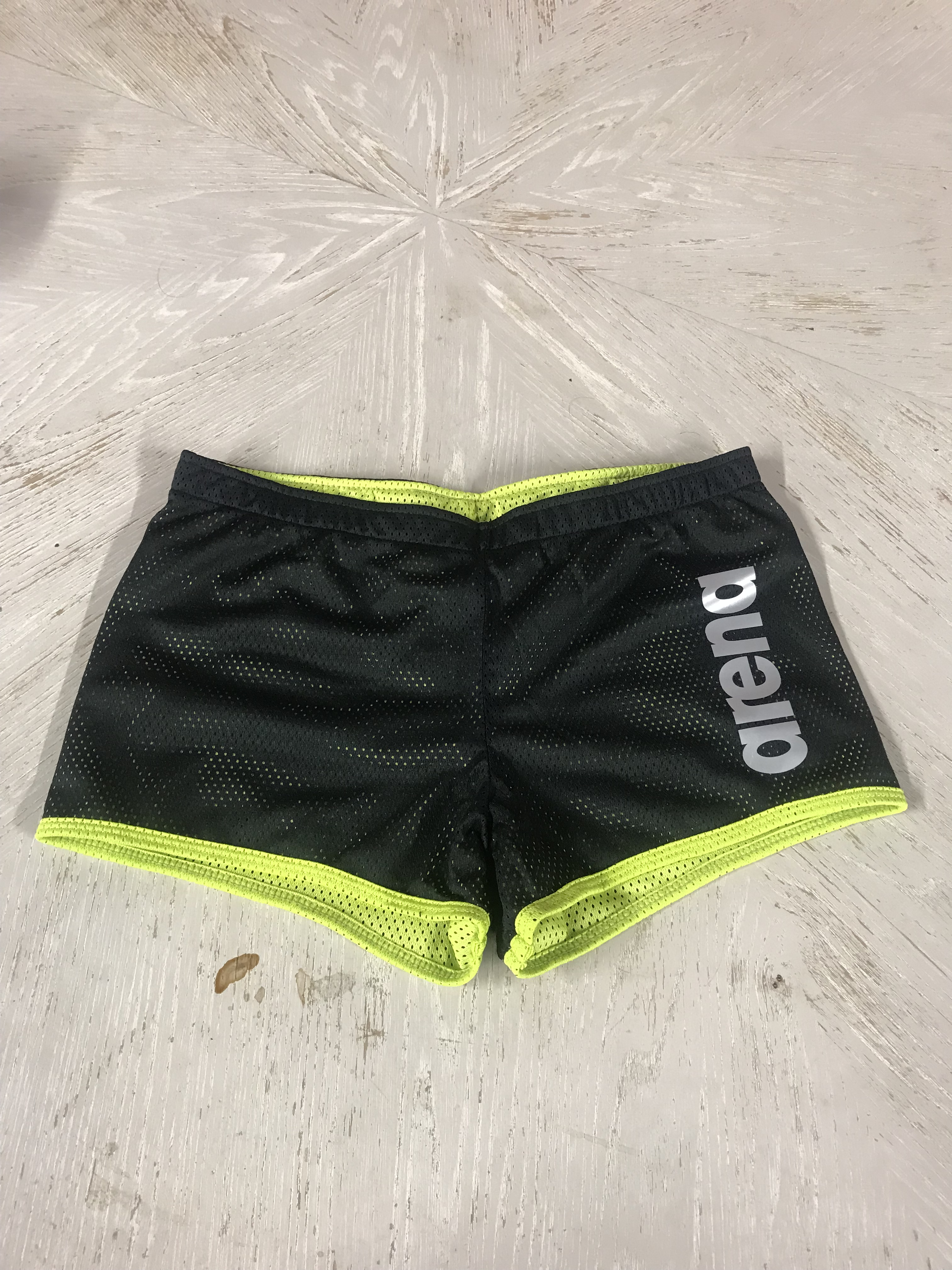
Тренировочные шорты для плавания от компании Arena.

Компания занимается производством и продажей одежды и аксессуаров, которые подходят не только для плавания, но и для триатлона и водного поло. До апреля 2007 года костюмы Arena производились во Франции на заводе в Либурне, что находится недалеко от Бордо. Однако затем завод был закрыт. Сейчас продукция Arena в основном производится в Азии, но некоторые товары всё ещё выпускают в Европе.
Arena — официальный спонсор World Aquatics и около 20 национальных федераций, включая итальянскую федерацию плавания, федерацию плавания США, федерацию плавания Швеции, федерацию плавания Австралии и другие. Arena и федерация плавания России (ВФП) разорвали соглашение в 2022 году, из-за чего партнёром всероссийской федерации плавания стала Mad Wave. Александр Попов, Фредерик Буске, Лор Маноду были одними из самых известных лиц компании. В настоящее время наиболее важными являются Грегорио Пальтриньери, Катинка Хоссу, Чад ле Кло, Сара Шёстрём и другие.